# Volta a Castela e Leão de 2013
A Volta a Castela e Leão 2013 foi a 28.ª edição de esta carreira ciclista que decorre por Castela e Leão. Disputou-se entre a 12 e a 14 de abril de 2013, sobre um total de 542 km, repartidos em três etapas.
Pertenceu ao UCI Europe Tour de 2012-2013, dentro da categoria 2.1.
Tomaram parte na carreira 16 equipas. As 2 equipas espanholas de categoria UCI ProTeam (Movistar Team e Euskaltel Euskadi); o único de categoria Profissional Continental (Caja Rural-Seguros RGA); e os 2 de categoria Continental (Burgos BH-Castilla y León e Euskadi). Quanto a representação estrangeira, estarão 11 equipas: os Profissionais Continentais do Colombia, Sojasun e Team Novo Nordisk e RusVelo; e as equipas Continentais do Efapel-Glassdrive, Cyclingteam De Rijke-Shanks, 5 Hour Energy, Lokosphinx, 472-Colombia, Optum presented by Kelly Benefit Strategies e SP Tableware. Formando assim um pelotão de 126 ciclistas, com 8 corredores cada equipa (excepto a Novo Nordisk que saiu com 6) dos que acabaram 109.
O ganhador final foi Rubén Plaza depois de fazer com a etapa rainha conseguindo uma vantagem suficiente como para alçar com a vitória. Acompanharam-lhe no pódio Francisco Mancebo (segundo em dita etapa rainha) e Francesco Lasca (quem fez-se com a classificação da regularidade), respectivamente.
Nas outras classificações secundárias impuseram-se Lluís Mas (montanha), Robinson Chalapud (combinada), Movistar (equipas) e Francisco Mancebo (castelhano leonés).

## Etapas
| Etapa | Data        | Percurso                              | km    | Ganhador         | Líder           |
| ----- | ----------- | ------------------------------------- | ----- | ---------------- | --------------- |
| 1.ª   | 12 de abril | Arévalo-Valladolid                    | 194,8 | Pablo Urtasun    | Pablo Urtasun   |
| 2.ª   | 13 de abril | Urueña-Palencia                       | 164,1 | Juan José Lobato | Francesco Lasca |
| 3.ª   | 14 de abril | Aguilar de Campoo-Cervera de Pisuerga | 183,1 | Rubén Plaza      | Rubén Plaza     |

## Classificações finais

### Classificação geral
| Posição | Ciclista           | Equipa                 | Tempo            |
| ------- | ------------------ | ---------------------- | ---------------- |
|         | Rubén Plaza        | Movistar               | 12 h 35 min 03 s |
| 2       | Francisco Mancebo  | 5 Hour Energy          | a 6 s            |
| 3       | Francesco Lasca    | Caja Rural-Seguros RGA | a 9 s            |
| 4       | Pablo Urtasun      | Euskaltel Euskadi      | a 11 s           |
| 5       | Carlos Barbero     | Euskadi                | a 13 s           |
| 6       | José Joaquín Rojas | Movistar               | a 21 s           |
| 7       | Evgeny Shalunov    | Lokosphinx             | m.t.             |
| 8       | Fabrice Jeandesboz | Sojasun                | m.t.             |
| 9       | Amets Txurruka     | Caja Rural-Seguros RGA | m.t.             |
| 10      | Sergéi Firsánov    | RusVelo                | m.t.             |

### Classificação da montanha
| Posição | Ciclista      | Equipa                    | Pontos |
| ------- | ------------- | ------------------------- | ------ |
|         | Lluís Mas     | Burgos BH-Castilla y León | 14     |
| 2       | Eloy Teruel   | Movistar                  | 10     |
| 3       | Brice Feillu  | Sojasun                   | 7      |
| 4       | César Fonte   | Efapel-Glassdrive         | 6      |
| 5       | Mikel Iturria | Euskadi                   | 6      |

### Classificação da regularidade
| Posição | Ciclista           | Equipa                 | Pontos |
| ------- | ------------------ | ---------------------- | ------ |
|         | Francesco Lasca    | Caja Rural-Seguros RGA | 43     |
| 2       | José Joaquín Rojas | Movistar               | 42     |
| 3       | Carlos Barbero     | Euskadi                | 38     |
| 4       | Pablo Urtasun      | Euskaltel Euskadi      | 37     |
| 5       | Juan José Lobato   | Euskaltel Euskadi      | 35     |

### Classificação da combinada
| Posição | Ciclista          | Equipa                    | Pontos |
| ------- | ----------------- | ------------------------- | ------ |
|         | Robinson Chalapud | Colombia                  | 40     |
| 2       | Enrique Sanz      | Movistar                  | 65     |
| 3       | Lluís Mas         | Burgos BH-Castilla y León | 73     |
| 4       | Francesco Lasca   | Caja Rural-Seguros RGA    | 4      |
| 5       | Rubén Plaza       | Movistar                  | 8      |

### Classificação por equipas
| Posição | Equipa       | Tempo            |
| ------- | ------------ | ---------------- |
|         | Movistar     | 37 h 46 min 17 s |
| 2       | Sojasun      | a 11 s           |
| 3       | 472-Colombia | a 15 s           |
| 4       | Colombia     | a 20 s           |
| 5       | Lokosphinx   | a 45 s           |

### Classificação castelhano leonés
| Posição | Ciclista          | Equipa                    |
| ------- | ----------------- | ------------------------- |
| 1       | Francisco Mancebo | 5 Hour Energy             |
| 2       | Carlos Barbero    | Euskadi                   |
| 3       | Moisés Dueñas     | Burgos BH-Castilla y León |